# Parapallene australiensis
Parapallene australiensis là một loài nhện biển trong họ Callipallenidae. Loài này thuộc chi Parapallene. Parapallene australiensis được miêu tả khoa học năm 1881 bởi Hoek.